# Allobates trilineatus
Allobates trilineatus е вид земноводно от семейство Aromobatidae. Видът е незастрашен от изчезване.

## Разпространение
Разпространен е в Боливия, Еквадор, Колумбия и Перу.

## Описание
Популацията на вида е стабилна.